# Woki mit deim Popo
Woki mit deim Popo ist ein Lied des österreichischen Duos Trackshittaz. Es erschien am 5. Dezember 2011 als Download sowie am 9. März 2012 als Single bei Sony Music. Es ist die zweite Auskoppelung aus dem Album Zruck zu de Ruabm. Im März 2012 erreichte das Lied Platz 2 der österreichischen Verkaufscharts.
Der Dialektsong war Österreichs Beitrag zum Eurovision Song Contest 2012 in Baku. Die Trackshittaz erreichten das Finale mit Woki mit deim Popo nicht und schieden im ersten Halbfinale des Song Contests aus. Dabei belegten sie den letzten Platz mit acht Punkten, davon fünf aus der Schweiz, zwei aus Belgien und einem aus Island.

## Rezeption
Nachdem die Trackshittaz die österreichische Vorentscheidung zum Song Contest gewannen, gab es gemischte Reaktionen der Medien.
„Da in Krisenzeiten das Verlangen nach Party groß ist, stehen sie mit ihrem Sound gar nicht schlecht da.“, schrieb Margarete Affenzeller am 27. Februar 2012 in der Tageszeitung Der Standard, während die Kleine Zeitung feststellt, die Halbwertszeit des Titels sei wahrscheinlich geringer als eine frisch angebrauchte Rolle Toilettenpapier.
Reaktionen der internationalen Medien nach dem Ausscheiden:
- The Guardian, Großbritannien: „Ein trauriges Goodbye geht an die österreichischen Gangsterrapper Trackshittaz, einfach, weil sie einen großartigen Namen haben und einen Song, in dem es offensichtlich um das Wackeln mit dem Hintern geht, der aber eher klingt, als ob sich Mozart dabei in seinem Grab umdrehen würde.“[5]
- Der Spiegel, Deutschland: „In ihrem tiefgründigen Selbsterfahrungslied Woki mit deim Popo verarbeiten sie in oberösterreichischem Dialekt offenbar den Besuch in einer Table-Dance-Bar.“[6]
- TAZ, Deutschland: „Ausgeschieden sind die Anal-Erotiker von Trackshittaz. Ihr Titel Woki mit deim Popo erschloss sich nicht außerhalb ihrer Horizonte.“[7]
- Blick, Schweiz: „Es ist wie bei Wetten, dass..?: Für die österreichischen Kandidaten schämt man sich immer noch ein bisschen mehr als für die Schweizer. Trackshittaz party-rappen Woki mit deim Popo. Inhalt? ‚Der Popo ist ein Teil von dir.‘ Der Beitrag ist für den Arsch.“[8]
- Sydsvenskan, Schweden: „Selbst der Maler aus Braunau [gemeint ist Adolf Hitler] hatte einen besseren Geschmack.“[9]

## Chartplatzierungen
| ChartsChartplatzierungen | Höchstplatzierung | Wochen |
| ------------------------ | ----------------- | ------ |
| Österreich (Ö3)          | 2 (17 Wo.)        | 17     |